# 劉世熹
劉世熹，贵州黃平人，清朝政治人物、同進士出身。
雍正二年（1724年）甲辰科進士，三甲一百三十五名，官陝西三原縣知縣，改鎮遠府教授。